# Gál Sándor (színművész)
Gál Sándor (született Goldarbeiter) névvariáns: Gaál (Mohács, 1901. április 21. – Budapest, Erzsébetváros, 1966. október 12.) magyar színész, érdemes művész.

## Életpályája
Mohácson született Goldarbeiter Alajos alkusz és Bein Karolin gyermekeként. 1916-ban édesapjával együtt a Belügyminisztérium engedélyével családnevét Gálra változtatta. Ösztöndíjjal végezte el Rákosi Szidi színésziskoláját. 1917-ben Nagykőrösön kezdte pályáját. 1919–20-ban Békéscsabán játszott. 1919-ben bekapcsolódott a munkásmozgalomba, amelynek a későbbiekben is aktív harcosa maradt. A Tanácsköztársaságban vállalt szerepe miatt Romániába menekült. 1925-ig Erdélyben játszott, majd Győrben, Békéscsabán és Miskolcon is szerepelt. Több fővárosi színházban is fellépett (Király Színház, Magyar Színház, Városi Színház, Pesti Színház, Kamara Színház, Royal Színház, Budai Színkör, Royal Orfeum, Royal Revü Orfeum, Erdélyi Mihály társulata). 1941 után a zsidótörvények miatt nem szerepelhetett. 1946-ban a Vígszínházban, 1946–47-ben a Medgyaszay Színpadon, 1948-ban a Royal Revü Varietében lépett fel. 1947-től 1950-ig a Nyomda- és Papíripari KIOSZ elnöke volt. 1950–51-ben a Vidám Színház, 1951–1959 között a Madách Színház, 1959-től a Vidám Színpad tagja volt. 1965-ben nyugdíjba vonult. Pályáját operett-bonvivánként kezdte, majd fokozatosan jeles karakterszínésszé érett. A Színházi Dolgozók Szakszervezetének titkára, később elnöke volt. 1965-ben érdemes művész elismerésben részesült.

## Magánélete
Első felesége Sulyok Mária színésznő volt, akitől 1932-ben elvált. 1938. február 24-én Budapesten, a Józsefvárosban nőül vette Tóth Margit Erzsébetet, akivel haláláig együtt élt.

## Színházi szerepeiből
- Huszka Jenő: Lili bárónő… Frédi
- Eisemann Mihály: Én és a kisöcsém… Dr. Sas
- Brodszky Miklós: Szökik az asszony… András
- Ion Luca Caragiale: Zűrzavaros éjszaka… Férj
- Csiky Gergely: Ingyenélők… Mákony Bálint
- John Steinbeck: Egerek és emberek… Slim
- Ifj. Alexandre Dumas: A kaméliás hölgy… Giray gróf
- Marcel Aymé: Nem az én fejem… Gorin
- Nyikolaj Fjodorovics Pogogyin: A Kreml toronyórája… Könyvárus
- Konsztantyin Fjodorovics Iszajev: Nem magánügy… Kirpicsnyikov
- Fényes Szabolcs: Álomlovag… Mr. Gawn
- Sarkadi Imre: Út a tanyákról… Kovács
- Mikszáth Kálmán: A körtvélyesi csíny… Martinkó
- Hubay Miklós: István napja… Dörgicsey Kálmán
- Gádor Béla: Álomlovag… Mr. Gawn
- Nâzım Hikmet: Az ünnep első napja… Doktor
- Lope de Vega: A hős falu… 2. Tanácsos úr
- Gergely Márta: Száz nap házasság… Béla
- Abay Pál: A szerelem mellékes… Havas
- Ágoston György: Ez van! (kabaré)… szereplő
- Nemes Zoltán: Mindent egy helyen (kabaré)… szereplő
- Karinthy Frigyes: Vigyázat, utánozzák!… szereplő
- Kellér Andor Mi a panasza? (kabaré)… szereplő
- Kellér Dezső: Kimegyünk az életbe (kabaré)… szereplő
- G. Dénes György: Nemcsak űr ügy (kabaré)… szereplő
- Darvas Szilárd: Már egyszer tetszett (kabaré)… szereplő

## Rendezéseiből
- Urai Dezső: Játék a tűzzel (Royal Orfeum, Budapest, 1934)

## Filmjei
- Sportszerelem (1938) – Kiss István tisztviselő / Charles Wood színész (Gaál Sándor nevén)
- Fűre lépni szabad (1960) – Vezetőségi tag, az értekezleten Kéri irodájában

## Szinkronszerepei
| Év   | Cím                                       | Szereplő              | Színész            | Szinkron év |
| ---- | ----------------------------------------- | --------------------- | ------------------ | ----------- |
| 1957 | Tizenkét dühös ember (1. magyar szinkron) | Tizenegyedik esküdt   | George Voskovec    | 1959        |
| 1961 | Két szoba összkomfort                     | Vaszilij Vasziljevics | Vszevolod Szanajev | 1962        |

## Díjai, elismerései
- Érdemes művész (1965)